# Kaberu etiopski
Kaberu etiopski, kaberu, szakal (wilk) etiopski (abisyński) (Canis simensis) – gatunek drapieżnego ssaka z rodziny psowatych. Występuje jedynie w Etiopii, do wysokości 3-4,5 tys. m n.p.m., w kilku izolowanych populacjach.

## Charakterystyka ogólna
Długość ciała samców 92,8–101,2 cm, samic 84,1–96 cm, długość ogona samców 29–39,6 cm, samic 37–29,7 cm; masa ciała samców 14,2–19,3 kg, samic 11,2–14,2 kg. Średniej wielkości przedstawiciel rodziny psowatych, wyposażony w długie kończyny, intensywnie rude futro z białymi plamami na szyi i piersiach, puszysty ogon z białymi plamami u nasady. Głowa wydłużona jak u lisa rudego, uszy spiczaste.

## Pokarm
Ich pokarm stanowią małe ssaki, przede wszystkim gryzonie, jak suzu lub afroślepiec wielkogłowy, czasem cielęta niektórych antylop. W razie konieczności jest padlinożercą.

## Rozród
Ciąża trwa około 60 dni, w miocie najczęściej 2–6 młodych; młode ssą mleko do 6–8 tygodnia, potem są karmione nadtrawionym pokarmem mięsnym, który im podają wszyscy członkowie grupy.

## Tryb życia
Aktywny zarówno w nocy, jak i w dzień lub wyłącznie za dnia (w zależności od obszaru występowania). Żyje samotnie lub w niewielkich grupach złożonych z osobników dorosłych i podrostków. Kaberu porozumiewają się szczeknięciami i skomleniem; grupy wykazują organizację hierarchiczną; młode, 9-miesięczne osobniki spełniają funkcję pomocników, opiekujących się szczeniętami. Samce pozostają w watahach przez całe życie, dojrzałe samice opuszczają rodzinę, by znaleźć partnerów. Watahy wspólnie pilnują swego terytorium i znaczą jego granice moczem. Kaberu, w przeciwieństwie do wilków, a podobnie jak lis, poluje samotnie.

## Siedlisko
Zamieszkuje otwarte przestrzenie, porośnięte trawą wyżyny i góry Etiopii.

## Status zagrożenia
W Czerwonej księdze gatunków zagrożonych Międzynarodowej Unii Ochrony Przyrody (IUCN) kaberu etiopski klasyfikowany jest jako gatunek zagrożony (EN – Endangered).
Należy on do najmniej licznych gatunków psowatych. Szacuje się, że po wielkiej epidemii wścieklizny, która w 2003 roku zdziesiątkowała gatunek, łącznie wszystkie populacje tego gatunku liczą prawdopodobnie nie więcej niż 600 osobników. Prócz chorób, zawleczonych przez psy, jak wścieklizna, nosówka itp, kaberu zagraża też zanieczyszczenie puli genowej: samice tego gatunku krzyżują się z psami, dając mieszańce.